# Ukrajinska zajednica Republike Hrvatske
Ukrajinska zajednica Republike Hrvatske (ukr. Українська громада Республіки Хорватія) je krovna kulturno-prosvjetna manjinska organizacija u Republici Hrvatskoj službeno osnovana 20. siječnja 2008. godine u gradu Slavonskom Brodu, ali njezini članovi su aktivni u sklopu više ukrajinskih kulturno-prosvjetnih udruga preko 40 godina. Iste ukrajinske udruge su bile vrlo aktivne članice Saveza Rusina i Ukrajinaca RH i smatraju se ključnim u formiranju kulturno-političkog ugleda iste organizacije. Ukrajinska zajednica RH predstavlja prvu krovnu organizaciju ukrajinske nacionalne manjine u Hrvatskoj i okuplja njihov najveći broj. 
Krovna organizacija Ukrajinska zajednica RH je nastala s ciljem očuvanja kulturnih vrijednosti Ukrajinaca u Republici Hrvatskoj i aktivnog povezivanja s matičnom domovinom Ukrajinom. Jedna od osnovnih zadaća Ukrajinske zajednice RH je promicanje prijateljskih veza između Hrvatske i Ukrajine te dva prijateljska naroda. U organizaciji do danas aktivno djeluje između 900 i 1100 pripadnika ukrajinske nacionalne manjine od ukupno nešto manje od 2000 koliko ih živi u Hrvatskoj. U sklopu Ukrajinske zajednice RH trenutno djeluje 10 ukrajinskih kulturno-prosvjetnih manjinskih udruga iz više hrvatskih gradova, pretežito u Slavoniji, gradu Zagrebu te u Rijeci i Istarskoj županiji. U sklopu organizacije aktivno sudjeluju i pripadnici drugih manjina koji simpatiziraju kulturne običaje Ukrajinaca.
Ukrajinska zajednica RH sudjeluje na mnogobrojnim kulturnim festivalima i manifestacijama u Hrvatskoj i inozemstvu te je uspostavila uspješnu međunarodnu suradnju s drugim ukrajinskim organizacijama širom svijeta. Članovi i organizatori Ukrajinske zajednice RH uspješno surađuju sa Savezom Rusina i Ukrajinaca RH od njegovog osnutka 1968. godine, a formalan prijelaz i stvaranje druge krovne organizacije napravljen je iz praktičnih razloga. 

## Ciljevi, doprinosi i priznanja
Temeljni zadatci Ukrajinske zajednice RH su okupljanje i organiziranje pripadnika ukrajinske nacionalne manjine, kako bi se očuvao, razvijao i promicao kulturni i etnički identitet. Cilj je sprječavati asimilaciju te promicati integraciju u hrvatsko društvo, na dobrobit kako nacionalne manjine, tako i svekolikog razvitka Republike Hrvatske. U svom uspješnom i kontinuiranom djelovanju, manjinske udruge Ukrajinske zajednice RH već duže vrijeme postižu značajne rezultate u školstvu, kulturi i prosvijeti. Za učenike osnovne i srednje škole, potpomogli su i organizirali preko 40. ljetnih škola Rusina i Ukrajinaca RH, a ujedno su inicirali otvaranje redovitih ukrajinskih odjeljenja pri hrvatskim osnovnim školama.
Zajednica aktivno promiče djelatnost kulturnog amaterizma, provodi informativnu i izdavačku djelatnost, posebno kroz informativno glasilo «Vjesnik ukrajinske zajednice u Hrvatskoj». Članovi zajednice do sada su potpomogli tiskanje oko 50 knjiga vezanih za ukrajinsku kulturu. Članovi organizacije sudjeluju u kreiranju televizijskih i radio emisija na ukrajinskom jeziku, zaslužni su za otvaranje Etnografske zbirke Rusina i Ukrajinaca Hrvatske u Vukovaru te Galerije slika i kiparskih radova Likovne kolonije Rusina i Ukrajinaca Hrvatske u Petrovcima.
Uz druge manifestacije, članovi Ukrajinske zajednice RH oko 35 godina su uspješno provodili i potpomagali središnju manifestaciju Rusina i Ukrajinaca u Hrvatskoj pod nazivom «Petrovačko zvono». Pokrenuli su inicijativu za otvaranje Središnje knjižnice Rusina i Ukrajinaca Hrvatske, koja danas uspješno djeluje pri Knjižnicama grada Zagreba. Protekle dvije godine Ukrajinska zajednica RH je organizrala niz novitetnih kulturno-prosvjetnih manifestacija širom Hrvatske, ukrajinske ljetne škole u Ukrajini i Hrvatskoj, te je uspostavila aktivnu suradnju s uglednim ukrajinskim organizacijama u svijetu i Europi i postala članica Svjetskog kongresa Ukrajinaca i Europskog kongresa Ukrajinaca.

## Članice Ukrajinske zajednice RH
- «Ukrajinska zajednica Grada Zagreba» - Zagreb
- Ukrajinsko kulturno-prosvjetno društvo «Kobzar» - Zagreb
- Ukrajinsko kulturno-prosvjetno društvo «Dnjipro» - Rijeka
- Ukrajinsko kulturno-prosvjetno društvo «Kalyna» - Umag
- Kulturno-prosvjetno društvo Ukrajinaca «Karpati» - Lipovljani
- Ukrajinsko kulturno-prosvjetno društvo «Ukrajina» - Slavonski Brod
- Ukrajinsko kulturno-prosvjetno društvo «Taras Ševčenko» - Kaniža
- Ukrajinsko kulturno-prosvjetno društvo «Andrij Pelih» - Šumeće
- Ukrajinsko kulturno-prosvjetno društvo «Lesja Ukrajinka» - Osijek
- Ukrajinsko kulturno-prosvjetno društvo «Ivan Franko» - Vukovar
- Ukrajinsko kulturno-prosvjetno društvo «Haličina» - Karlovac

## Vanjske poveznice
- Službeno mrežno mjesto
- Središnja knjižnica Rusina i Ukrajinaca Republike Hrvatske  Arhivirana inačica izvorne stranice od 8. veljače 2010. (Wayback Machine)
- Ukrajinska glazba zagrebačkog ukrajinskog benda Kobzar  Arhivirana inačica izvorne stranice od 6. kolovoza 2011. (Wayback Machine)
- Revija Matice Hrvatske: Kulturna baština Ukrajine  Arhivirana inačica izvorne stranice od 24. svibnja 2013. (Wayback Machine)